# Picagli
Antônio Picagli (21 kwietnia 1893 – 12 października 1978) – piłkarz brazylijski znany jako Picagli, pomocnik.
Urodzony w São Paulo Picagli karierę piłkarską rozpoczął w 1910 roku w klubie Ruggerone São Paulo, w którym grał do 1912 roku. W 1913 roku został graczem klubu Germânia São Paulo, a rok później grał już w Internacional São Paulo. W 1916 na krótko wrócił do Ruggerone by jeszcze w tym samym roku przywdziać barwy klubu Palestra Itália, w którym grał do 1922 roku.
Jako piłkarz klubu Palestra Itália wziął udział w turnieju Copa América 1917, gdzie Brazylia zajęła trzecie miejsce. Picagli zagrał tylko w jednym meczu – z Urugwajem.
Wciąż jako gracz klubu Palestra Itália był w kadrze reprezentacji podczas turnieju Copa América 1919, gdzie Brazylia zdobyła mistrzostwo Ameryki Południowej. Picagli nie wystąpił w żadnym meczu.
W 1920 Picagli wraz z klubem Palestra Itália zdobył jedyny w swej karierze tytuł mistrza stanu São Paulo.
Łącznie w latach 1917–1919 Picagli rozegrał w reprezentacji Brazylii 2 mecze.